# Efekt mrożący
Efekt mrożący (ang. chilling effect) – w kontekście prawnym oznacza zniechęcenie się lub zahamowanie się od korzystania z możliwości dostępnych w ramach prawa naturalnego lub pozytywnego ze względu na zagrożenie konsekwencjami prawnymi. 
Za najbardziej zagrożone takimi działaniami uznaje się zazwyczaj prawo do wolności słowa. Efekt mrożący może być spowodowany przez wprowadzenie nowego prawa, decyzję sądu, zagrożenie pozwem sądowym lub dowolne inne prawnie dozwolone działanie, które może skłonić ludzi do zaprzestania korzystania z należnego im prawa. W krajach anglosaskich specjalne pozwy sądowe, mające na celu wywołanie efektu mrożącego są określane jako SLAPP (ang. Strategic Lawsuit Against Public Participation – strategiczny pozew sądowy przeciwko działalności publicznej).

## Historia
Opis działania podobnego do efektu mrożącego znajduje się już w dziale „Aeropagitica” Johna Miltona (1644). W Stanach Zjednoczonych termin ten był używany już w 1950, zaś w 1952 Sąd Najwyższy Stanów Zjednoczonych po raz pierwszy użył określenia „efekt mrożący” w odniesieniu do Konstytucji Stanów Zjednoczonych, w sprawie Wieman v. Updegraff.
W Polsce termin ten nie był używany aż do końca XX wieku. Pomimo tego mechanizm ten występował między innymi na skutek działań cenzury w Polskiej Rzeczypospolitej Ludowej. Obecnie zyskuje coraz większą popularność.